# Giorgia Meloni
Pour les articles homonymes, voir Meloni.
Giorgia Meloni (prononcé en italien : /ˈdʒordʒa meˈloːni/), née le 15 janvier 1977 à Rome, est une femme d'État italienne, présidente du Conseil des ministres depuis le 22 octobre 2022.
Membre du Mouvement social italien, de l'Alliance nationale puis du Peuple de la liberté, elle est députée depuis 2006 et ministre pour la Jeunesse dans le quatrième gouvernement conduit par Silvio Berlusconi (2008-2011).
Depuis 2014, elle préside le parti d'extrême droite et national-conservateur Frères d'Italie (Fratelli d'Italia, FdI). En 2020, alors que son exposition médiatique s'accroît et que sa formation connaît une forte hausse dans les intentions de vote, elle est élue présidente du Parti des conservateurs et réformistes européens.
Membre de la coalition de centre droit et seul grand parti du Parlement à s'être placé dans l'opposition au gouvernement Draghi, FdI arrive largement en tête des élections parlementaires de 2022. À 45 ans, Giorgia Meloni est ainsi la première femme à accéder à la présidence du Conseil des ministres.

## Situation personnelle

### Enfance et famille
Giorgia Meloni naît le 15 janvier 1977 à Rome.
Elle est issue d'une famille de la moyenne bourgeoisie romaine résidant dans le nord de la ville. Au moment de sa naissance, son père, Francesco Meloni, originaire de Cagliari, en Sardaigne, est expert-comptable et communiste, alors que sa mère, Anna Paratore, originaire de la province de Messine, en Sicile, est de droite et femme au foyer, puis devient plus tard écrivaine de romans d'amour, sous les pseudonymes « Josie Bell » et « Amanda King ».
La grand-mère paternelle de Giorgia Meloni est l'actrice Zoe Incrocci.
Lorsqu’elle a un an, son père quitte le domicile familial pour ouvrir un commerce dans les îles Canaries, la laissant seule avec sa mère et sa sœur aînée, Arianna, alors âgée de trois ans. En 1995, il est condamné par la justice espagnole pour trafic de drogue. Elle lui en tient rigueur et refuse de le revoir jusqu'à son décès,. L'homme politique Maurizio Gasparri confie au sujet de la relation avec son père : « Elle n’en parle jamais. Je crois qu’elle a été profondément blessée et qu’elle s’est repliée sur elle-même avant de trouver une nouvelle dimension avec la politique ».
Deux ans après son départ, les deux sœurs, âgées de trois et cinq ans, mettent le feu à l'appartement familial en jouant avec des bougies et des allumettes. Elles suivent alors leur mère qui déménage dans le quartier populaire de la Garbatella, au sud de la capitale.

### Formation
Diplômée d'un baccalauréat en langues à l'Institut technique et professionnel d'État Amerigo Vespucci, elle parle couramment anglais, français et espagnol en plus de l’italien, sa langue maternelle,,.
En parallèle de ses études, Giorgia Meloni a administré un site web où elle se présente comme « Khy-ri, le petit dragon de l'Undernet italien »,. Il s'agirait par ailleurs de sa première apparition sur Internet.
Journaliste de profession, elle travaille de 2004 à 2006 pour le journal Secolo d'Italia.

### Vie privée
Dans les années 1990, Giorgia Meloni a une relation avec l'homme politique Marcello De Angelis puis avec le frère de celui-ci, Renato.
Elle a une fille, Ginevra, née en 2016 de sa relation avec le journaliste Andrea Giambruno à partir de 2013. Le 20 octobre 2023, elle annonce sur les réseaux sociaux sa rupture avec son compagnon, après dix ans de relation ; dans un enregistrement, celui-ci, dont des propos sur le viol avaient précédemment fait polémique, se vantait d’avoir des relations avec d’autres femmes. Le fait que Giorgia Meloni ne se soit jamais mariée et ait seulement eu une enfant assez tard est mentionné comme pouvant être en contradiction avec ses vues politiques sur la famille traditionnelle.
Sa sœur, Arianna née Meloni, est mariée et a deux filles avec Francesco Lollobrigida, petit-neveu de Gina Lollobrigida et ministre de l'Agriculture dans le gouvernement Meloni.

### Divers
D'abord supportrice de la Lazio de Rome, elle dit ensuite soutenir le club rival de l'AS Roma. L'historien Fabien Archambault, spécialiste du football italien, écrit : « Ce changement fait partie de sa stratégie d’institutionnalisation et de dédiabolisation. Dans sa jeunesse, elle est « laziale » puisqu’elle est déjà très politisée et que c’est la Lazio que soutiennent alors les groupes néofascistes. ».
Giorgia Meloni est passionnée par Le Seigneur des anneaux. Certains médias affirment que le livre et les films auraient influencé sa vision de la politique,.

### Polémiques
Des documents juridiques ont révélé[Quand ?] un lien économique indirect controversé[Lequel ?] à travers un réseau de sociétés immobilières dont Anna Paratore, mère de Giorgia Meloni, a été partenaire à plusieurs reprises,.

## Parcours politique

### Débuts militants
Giorgia Meloni s'engage en politique en 1992, à 15 ans, révoltée par l'assassinat des juges Giovanni Falcone et Paolo Borsellino par la mafia en Sicile. Elle fonde la coordination étudiante Gli Antenati (« Les Ancêtres ») et milite au sein de l'organisation étudiante de droite Azione studentesca (« Action étudiante »), qu'elle finit par diriger. En parallèle, elle adhère au Front de la jeunesse du Mouvement social italien (MSI), considéré comme l'héritier du Parti national fasciste de Benito Mussolini.
Trois ans plus tard, en 1995, elle devient responsable nationale de l'action étudiante de l'Alliance nationale (AN) de Gianfranco Fini, qui a succédé au MSI. En 1998, elle décide de s'engager davantage en politique, notamment au sein du Front de la jeunesse d'AN, avec comme mentor l'élu Fabio Rampelli. À l'issue des élections de 1998, à l'âge de 21 ans, elle est élue conseillère de la province de Rome.
En 2004, elle est élue présidente d'Azione Giovani, le mouvement de jeunesse de l'Alliance nationale, lors du congrès de cette organisation qui se tient à Viterbe.

### Vice-présidente de la Chambre des députés
En 2006, à 29 ans, elle est élue députée dans le Latium lors des élections parlementaires. Par la suite, elle devient vice-présidente de la Chambre des députés auprès de Fausto Bertinotti : elle est alors la plus jeune personnalité à occuper cette fonction,.
Parmi les membres de l'Alliance nationale, elle est la titulaire de la plus haute charge institutionnelle au cours de la XVe législature. Elle perd ses fonctions à la suite de la dissolution parlementaire de 2008 consécutive à la chute du gouvernement de centre gauche de Romano Prodi.

### Ministre pour la Jeunesse

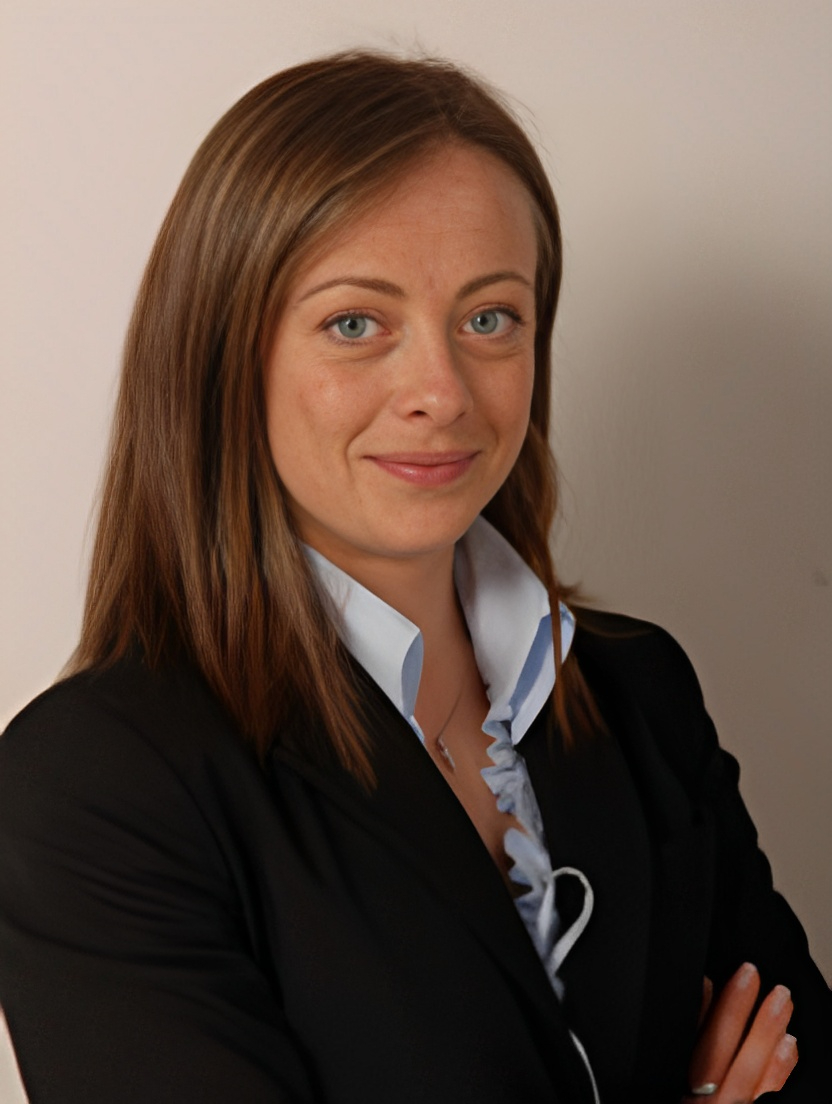
Giorgia Meloni en 2008.

Réélue députée lors du scrutin de 2008, elle est nommée ministre pour la Jeunesse dans le quatrième gouvernement dirigé par Silvio Berlusconi. Âgée de 31 ans lors de son entrée au gouvernement, elle est la deuxième plus jeune ministre de l'histoire italienne, et la plus jeune femme ministre,.
Elle combat le « caractère factieux des livres d'école », trop à gauche selon elle. Elle se déclare également favorable au boycott par les athlètes italiens des Jeux olympiques de Pékin de 2008.
En 2009, l'Alliance nationale de Gianfranco Fini fusionne avec Forza Italia, parti présidé par Silvio Berlusconi, au sein du Peuple de la liberté (PdL). Giorgia Meloni rejoint la nouvelle formation, dont elle dirige l'organisation de jeunesse, Giovane Italia.
Elle reste ministre jusqu'en novembre 2011, lorsque la fin du gouvernement Berlusconi est précipitée par le rejet du budget par la Chambre des députés.

### Lancement et présidence de Frères d'Italie

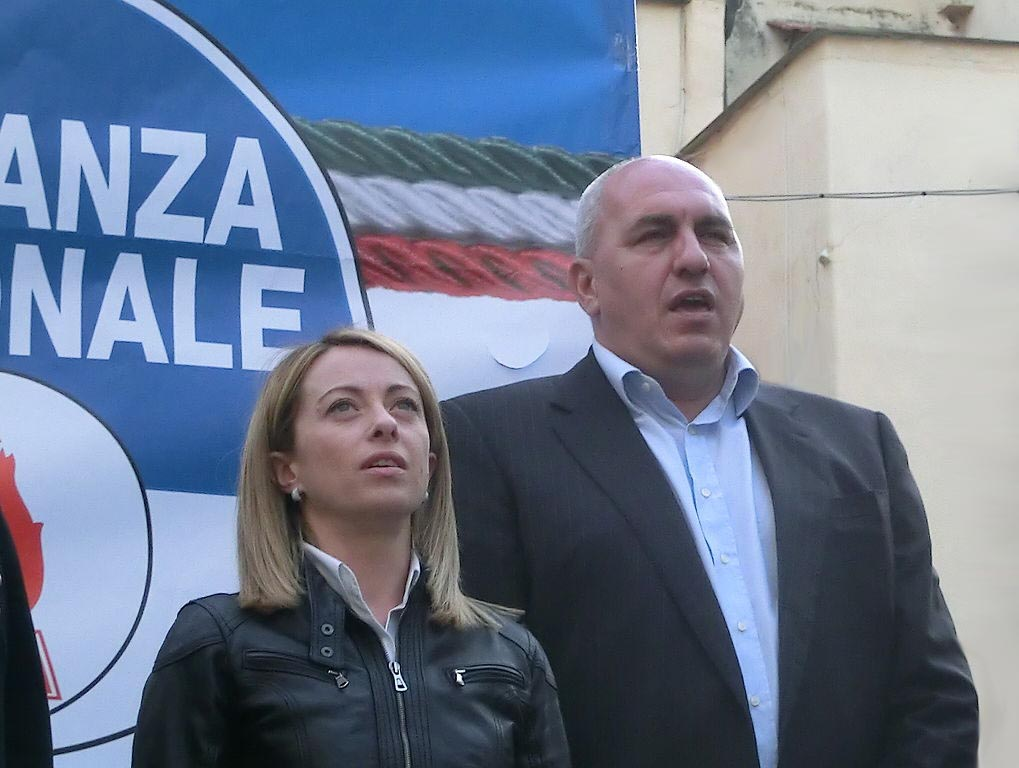
Giorgia Meloni et Guido Crosetto, coordinateur de Frères d'Italie, en 2014.

Après l'annonce de l'annulation des élections primaires du parti, en décembre 2012, Giorgia Meloni quitte le PdL et crée aux côtés de deux anciens membres du gouvernement, Ignazio la Russa et Guido Crosetto, une nouvelle organisation, Frères d'Italie - Centre-droit national. Le 8 mars 2014, elle est élue présidente du parti, rebaptisé Frères d'Italie - Alliance nationale, reprenant également dans son logo la flamme tricolore de l'ancienne formation. En 2017, le parti abandonne dans son nom sa référence à l'Alliance nationale.
Giorgia Meloni est réélue députée, en Lombardie, sur les listes de son nouveau parti lors des élections parlementaires de 2013. Alors qu'elle est tête de liste Frères d'Italie dans toutes les circonscriptions du pays aux élections européennes de 2014, le parti obtient 3,7 % des voix, échouant à franchir le seuil des 4 % lui permettant d'obtenir des élus.
Le 16 mars 2016, alors qu'elle est enceinte, elle annonce sa candidature au poste de maire de Rome. Au sujet de sa grossesse et en réponse aux attaques dont elle est l'objet, en particulier de la part de son ancien allié Silvio Berlusconi, qui affirme qu'elle ne pourrait pas assumer les responsabilités qui sont celles du maire de la capitale tout en élevant un enfant, elle déclare : « Dans une ville qui a comme symbole une louve qui allaite des jumeaux, cela ne sera pas un problème. » Elle arrive troisième à l'issue du premier tour de l'élection, avec 20,62 % des voix. Elle est néanmoins élue au conseil communal, où elle siège ensuite.

### Affirmation nationale et médiatique

#### Élections parlementaires de 2018
En vue des élections parlementaires de 2018, dans le cadre de la coalition de centre droit, elle s'allie avec la Ligue de Matteo Salvini et Forza Italia de Silvio Berlusconi. Au cours de la campagne, elle se rend à Budapest, où elle est reçue par le Premier ministre Viktor Orbán. À l'issue du scrutin, elle est reconduite à la Chambre des députés (circonscription Latium-2 – Latina), tandis que son parti sort renforcé, avec trente-deux députés et dix-huit sénateurs élus, contre douze députés et trois sénateurs à la fin de la législature précédente.

#### Élections européennes de 2019 et gain de popularité

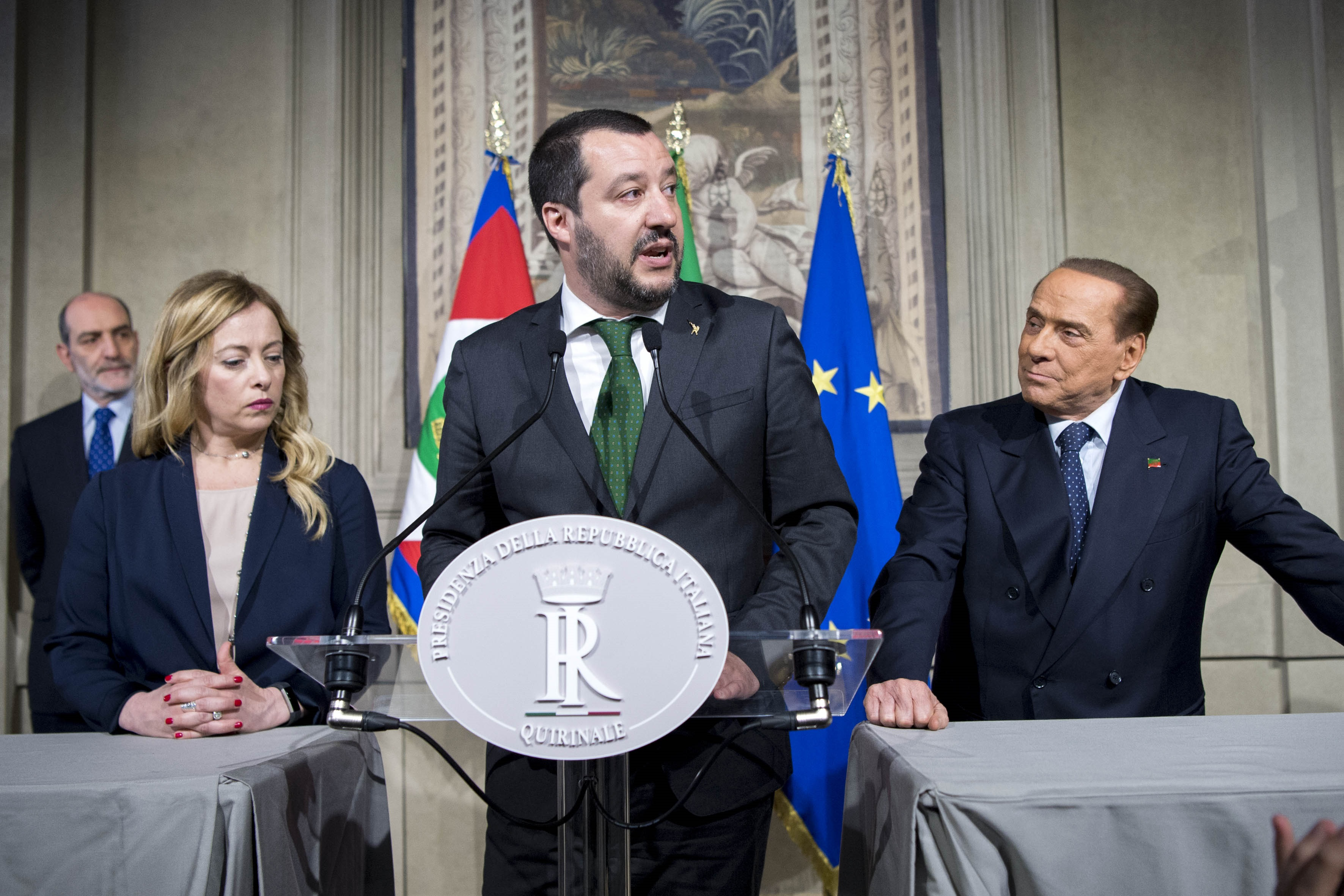
Giorgia Meloni au côté de ses alliés de la coalition de centre droit aux élections parlementaires de 2018, Matteo Salvini et Silvio Berlusconi.

Giorgia Meloni gagne ensuite en visibilité médiatique et s'affirme sur les réseaux sociaux. En 2019, son parti progresse significativement dans les intentions de vote et dépasse Forza Italia de Silvio Berlusconi, pourtant arrivé dix points devant Frères d'Italie aux élections parlementaires de l'année précédente. Aux élections européennes de mai 2019, son parti enregistre un score de 6,4 % des suffrages et obtient sept élus au Parlement européen.
À l'étranger, elle prononce la même année une allocution au congrès des conservateurs américains (CPAC), où interviennent également la Française Marion Maréchal et le Britannique Nigel Farage. Seule personnalité italienne à être conviée au National Prayer Breakfast, qui se tient à Washington, D.C. en présence du président américain Donald Trump, elle critique le gouvernement italien, en particulier sa bienveillance supposée envers la gauche au pouvoir au Venezuela, où vit une importante communauté italienne.
À la fin de l'année 2019, Frères d'Italie passent la barre des 10 % d'intentions de vote au niveau national,. À l'occasion des élections régionales d'octobre 2019 en Ombrie, son parti devance pour la première fois lors d'un scrutin le Mouvement 5 étoiles (M5S) et remporte l'élection avec la coalition de centre droit. Par ailleurs, son parti est le seul à progresser en voix par rapport aux élections européennes lors des élections régionales de janvier 2020 en Émilie-Romagne et en Calabre,.
Bénéficiant d'une image d'authenticité et de son talent oratoire, elle devance alors en opinions favorables Matteo Salvini, par rapport auquel elle se qualifie « plus à droite », et se voit parfois présentée comme une concurrente de celui-ci pour la direction de la coalition de centre droit,. À partir de la fin de l'année 2020, elle devient la dirigeante préférée des Italiens, devançant le président du Conseil, Giuseppe Conte. L'universitaire française Anaïs Voy-Gillis indique à ce sujet : « Bien que son parti se veuille l'héritier du MSI, le mouvement néo-fasciste italien, l'image qu'elle renvoie est différente de celle renvoyée par Salvini, qui apparaît comme un personnage outrancier dans son discours et dans son style politique. […] [Au Parlement européen également], les Conservateurs ont un discours moins radical tout en étant très fermes sur l'immigration. Il y a dans le groupe une volonté forte de pousser à une réforme de l'Europe et de la zone euro, mais qui est plus nuancée que dans le groupe Identité et démocratie. »

#### Élection à la présidence du parti CRE
Le 28 septembre 2020, elle est élue présidente du Conservateurs et réformistes européens (CRE), succédant au Tchèque Jan Zahradil. Elle devient ainsi la première personnalité italienne à la tête d'un parti politique européen.

#### Principale opposante au gouvernement Draghi

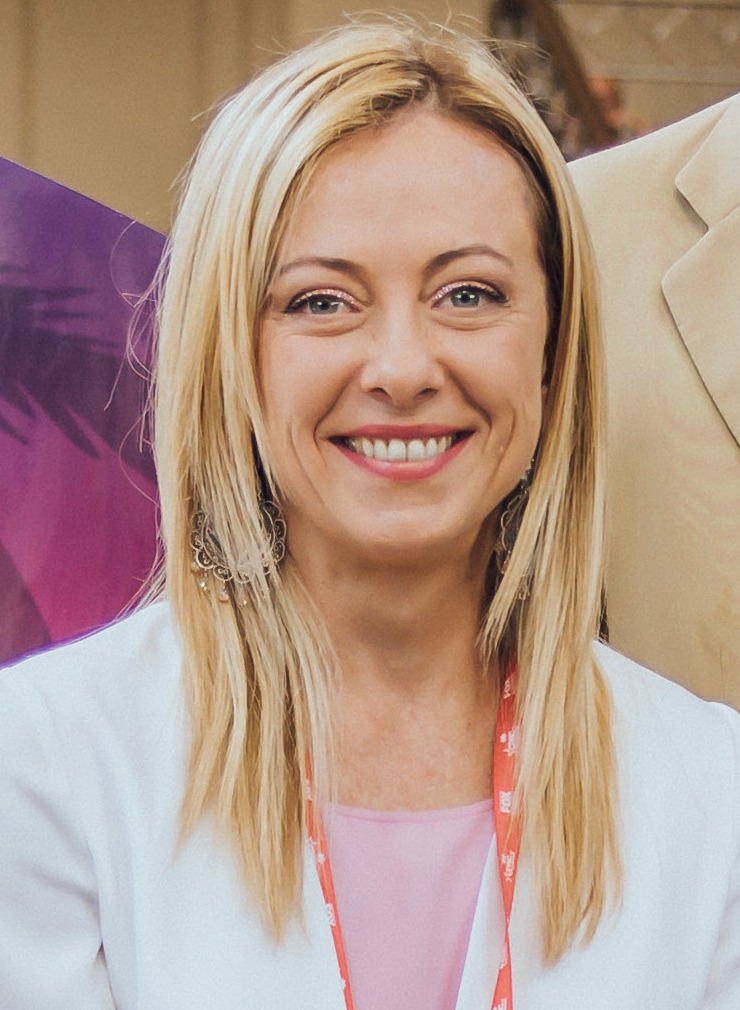
Giorgia Meloni en 2022.

À la suite de la chute du second gouvernement Conte au début de l'année 2021, durant la pandémie de Covid-19, elle refuse d'apporter son soutien à Mario Draghi pour la présidence du Conseil. Elle se différencie ainsi des autres partis du Parlement, y compris de ses alliés de la Ligue et de Forza Italia, qui entrent au gouvernement. Pour justifier sa décision de rester dans l'opposition, Giorgia Meloni avance son refus de siéger au côté de la gauche, ses désaccords avec l'ancien président de la Banque centrale européenne et son souhait d'élections parlementaires anticipées, qui étaient jusque-là réclamées par l'ensemble de la coalition de centre droit. Elle précise que son parti reste au sein de cette dernière,,.
En tant que principale figure de l'opposition parlementaire, elle combat en particulier les mesures sanitaires prises par le gouvernement. Son profil contestataire lui vaut notamment de réussir à s'implanter significativement dans le sud du pays. En hausse dans les sondages, elle modère sa critique de l'Union européenne (UE) et quelques positions anti-migrants. En mai 2022, la publication de ses mémoires est « l'ouvrage de non fiction le plus vendu de la période » en Italie. Elle progresse lors des élections locales de juin de la même année, se retrouvant dans les sondages en tête des partis de droite.

### Élections parlementaires anticipées de 2022
Lors des élections parlementaires anticipées de 2022, Giorgia Meloni conduit son parti au sein d'une coalition des droites qui regroupe principalement la Ligue de Matteo Salvini et Forza Italia de Silvio Berlusconi. Pendant la campagne, les sondages donnent constamment cette alliance vainqueur des élections.
Le 25 septembre 2022, Frères d'Italie arrive en tête du scrutin, avec 26 % des suffrages, loin devant ses alliés de la Ligue (9 %) et de Forza Italia (8 %), le parti de Salvini réalisant une contre-performance y compris dans ses fiefs d'Italie du Nord. Giorgia Meloni est réélue députée avec 51,5 % des voix lors de l'unique tour de scrutin (circonscription Abruzzes – L'Aquila).
La coalition de centre droit (44 %) ayant largement devancé la coalition de centre gauche (26 %) et le Mouvement 5 étoiles (15 %) et ayant obtenu la majorité absolue dans les deux chambres du Parlement, Giorgia Meloni est la personne la plus susceptible de succéder à Mario Draghi à la présidence du Conseil des ministres.

### Prises de position avant la présidence du Conseil

#### Post-fascisme
Se présentant comme « une femme, une mère, une chrétienne », elle défend une vision « sociale, nationale et populaire ». Bien qu'elle affirme ne pas être post-fasciste, elle a tenu par le passé plusieurs déclarations favorables à Benito Mussolini : en 1996, à 19 ans, elle affirme ainsi à une équipe de Soir 3 que Mussolini a été « un bon politicien », le définissant même comme le « meilleur politicien des 50 dernières années ». Dans ce même entretien, elle dit penser que Mussolini est « une personnalité complexe à considérer dans son contexte historique ».
Encore en 2022, des membres de son parti mobilisent ouvertement la référence au fascisme, ce qui vaut à Frères d'Italie d'être classé dans la lignée de cette idéologie par des politologues et médias, et la flamme fasciste (reprise au Movimento sociale italiano, héritier direct du parti fasciste de Mussolini) figure toujours comme symbole de son parti.

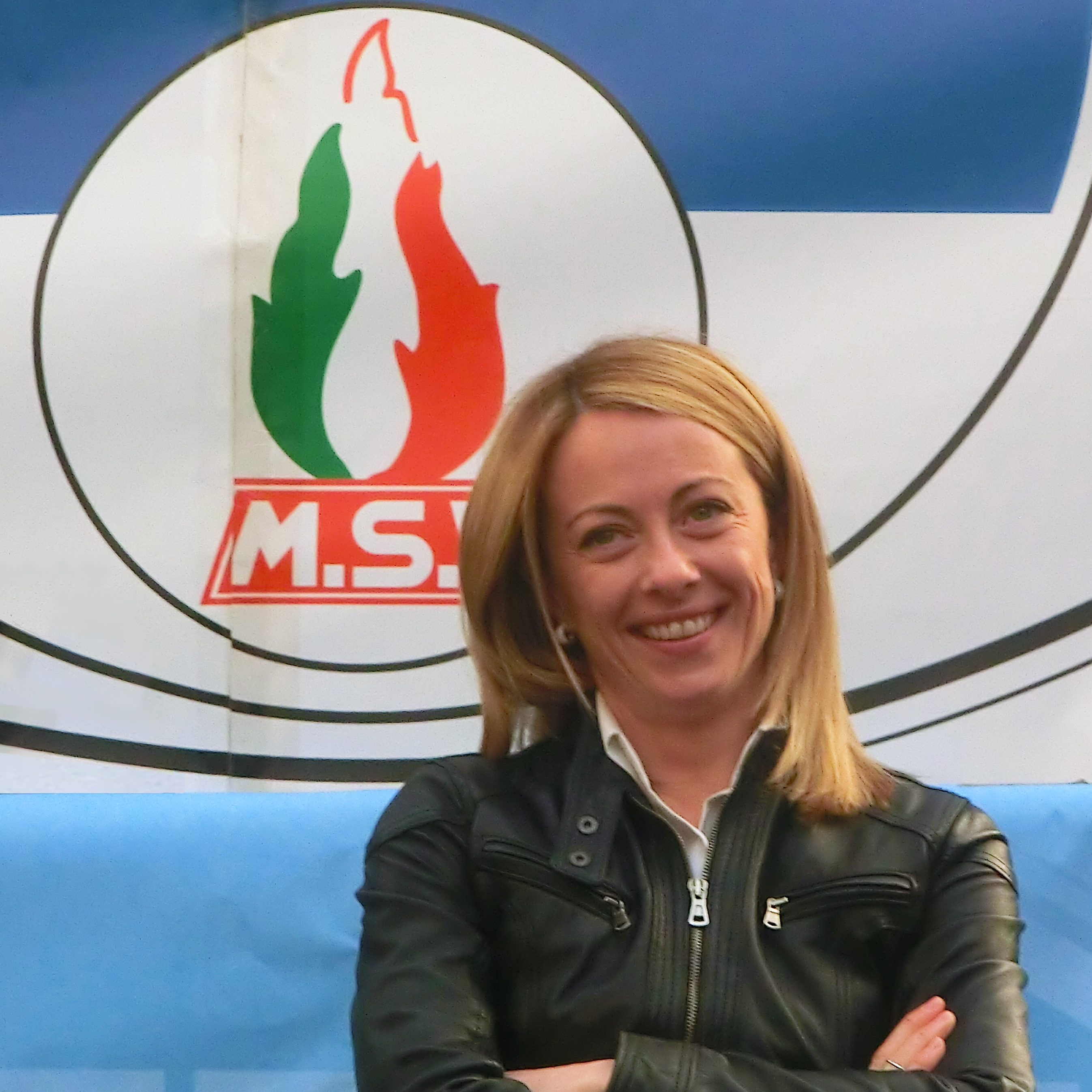
Giorgia Meloni en 2014, devant le symbole de son parti, la flamme du Mouvement social italien.

Selon le sociologue Ugo Palheta, si Giorgia Meloni ne reprend pas ouvertement à son compte l'antisémitisme qui caractérisait le fascisme mussolinien, « la rhétorique employée aujourd'hui par Giorgia Meloni vis-à-vis des minorités autres que la minorité juive, comme les roms, les musulmans ou les immigrés, n'a rien à envier à l'antisémitisme de l'entre-deux-guerres ». Giorgia Meloni reprendrait la théorie  « néo-fasciste » du « grand remplacement », qui, selon lui, interprète toute thématique « à travers le prisme de l'omniprésence des immigrés et des minorités ».
Gilles Gressani, président du Groupe d'études géopolitiques et de la revue Le Grand Continent, maître de conférences à Sciences Po, écrit en septembre 2022 : « Giorgia Meloni n'incarne pas le retour du fascisme, mais l'apparition d'une nouvelle formule politique. […] Elle a imprimé un tournant à la ligne de son parti (soutien à l'effort de guerre en Ukraine, alignement, au moins partiel, sur l'Europe, etc.). »
En septembre 2022, pour le politologue Moisés Naím, si elle ne se réclame plus ouvertement de Mussolini, « elle ne semble guère s'être éloignée de ses idées » et continue à être dans la lignée de l'héritage du dictateur fasciste.
Quelques jours avant son investiture en tant que présidente du Conseil en octobre 2022, elle dénonce, à propos de la rafle du ghetto de Rome, « la déportation vile et inhumaine de Juifs romains aux mains de la fureur nazie-fasciste » et le fait que « femmes, hommes et enfants ont été arrachés à la vie, maison par maison »,.

#### Économie
Sur le plan économique, partisane d'un interventionnisme modéré, elle souhaite la fin du revenu de citoyenneté mis en place par le premier gouvernement Conte, et prône des mesures en faveur de l'emploi et du logement qui seraient réservées aux Italiens.

#### Immigration
En matière d'immigration, elle dénonce « l’islamisation » de l'Europe, se prononce pour la fermeture des ports afin d'empêcher les navires d'ONG de débarquer des migrants, et propose une multiplication des centres de surveillance et des expulsions. En août 2019, alors que l'arrivée du navire de l'ONG Proactiva Open Arms avec 147 migrants à bord cristallise les désaccords entre les partis politiques italiens, elle propose de créer un blocus naval qui empêcherait l'embarquement des migrants depuis la Libye ou la Tunisie ; selon une étude réalisée pour le quotidien Il Giornale, 51 % des Italiens sont favorables à cette idée.

#### Institutions
S'agissant des questions institutionnelles, Giorgia Meloni prône l'élection du président de la République au suffrage universel, l'abolition des nominations de sénateurs à vie et l'inscription d'un plafond pour les impôts dans la Constitution.[réf. nécessaire]

#### Droits des femmes et LGBT+
Ayant pour devise « Dieu, patrie et famille », elle porte « une vision nationaliste et ultratraditionaliste de la famille et de la place de la femme dans la société ». Favorable au modèle familial traditionnel et catholique, elle milite contre les droits LGBT+, en particulier le mariage homosexuel, l'adoption homoparentale, et n'accepte pas de filiation ouvrant la voie à la reconnaissance de la parentalité non biologique dans les couples de femmes en particulier. Personnellement, elle explique notamment avoir souffert de ne pas avoir grandi dans une famille traditionnelle, élevée par sa mère seule sans son père,. Elle dénonce vivement la gestation pour autrui, y compris non lucrative, qu'elle oppose en tant que marchandisation à la dignité féminine et des enfants, plaide pour réserver l'assistance médicale à la procréation aux couples hétérosexuels qui ne peuvent pas concevoir d'enfants naturellement et manifeste un regard hostile aux droits des personnes trans, surtout mineures. Au-delà même de la question des droits des femmes et LGBT+, cela s'inscrit dans une vision globalement stigmatisante et sécuritaire de la société, des mœurs, de la jeunesse et de la parentalité, en particulier très favorable à la surveillance par l'État de la vie privée et familiale et à l'intervention de celui-ci face à des catégories de population ciblées.
Elle affiche à plusieurs reprises son opposition personnelle à l'avortement, qu'elle ne juge pas compatible avec le bien des femmes et présente comme « une défaite ». Lors de sa campagne de 2022, elle ne remet pas en cause le droit à l'avortement, déclarant qu'elle « ne changera pas la loi », mais fait campagne sur le « droit de ne pas avorter » et aux « alternatives » à l'avortement. Elle affiche une volonté de lutter contre les causes de l'avortement et de soutenir la maternité, par exemple en diminuant la TVA sur les articles et services pour la petite enfance,.

#### Politique européenne et étrangère

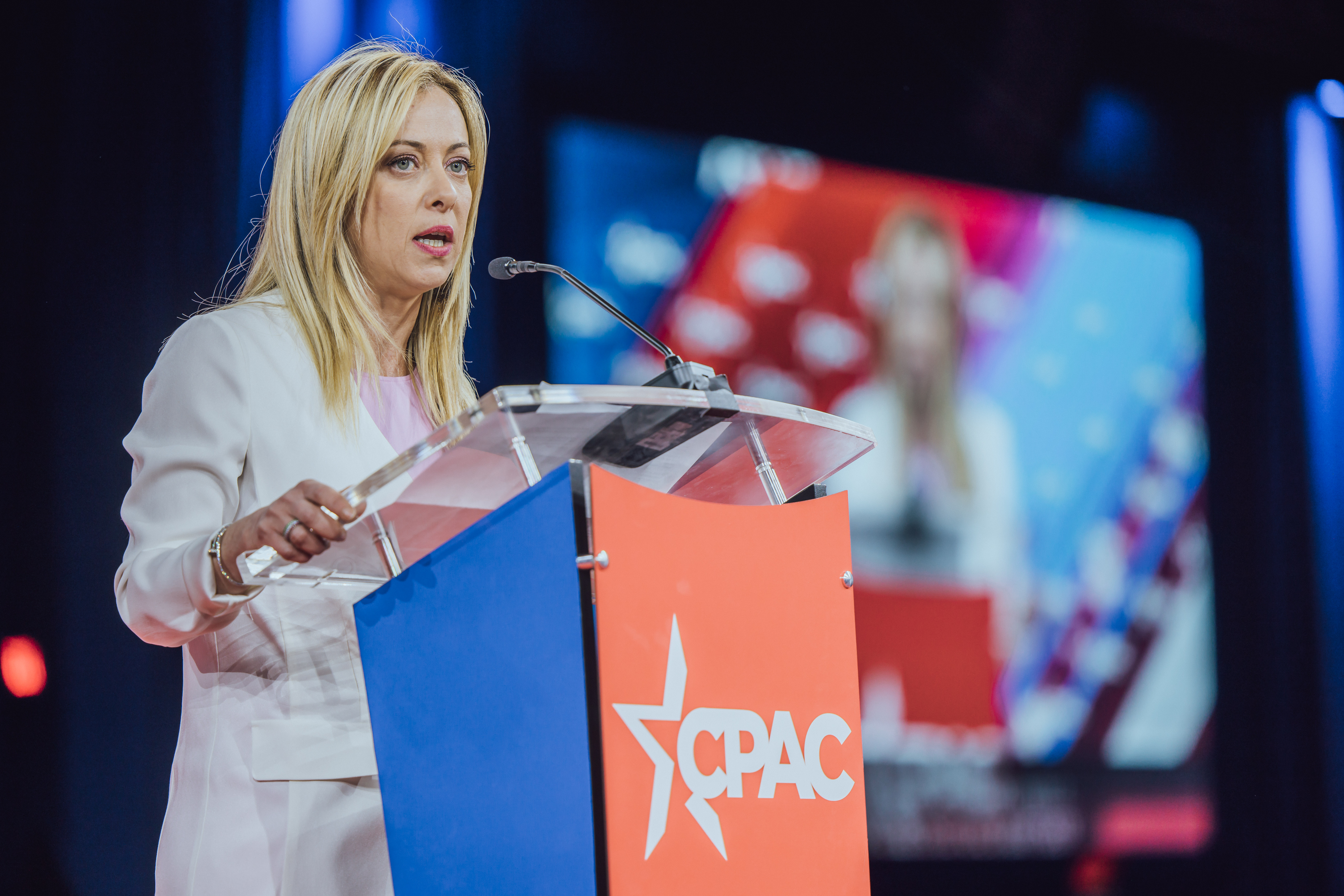
Giorgia Meloni lors de la Conservative Political Action Conference (CPAC) de 2022.

Qualifiée d'eurosceptique, et ayant maintes fois exprimé des positions critiques à l'égard de l'Union européenne, Giorgia Meloni se dit néanmoins en faveur d'une Europe confédérale entre les 27 États membres, qui ne devrait pas entraîner de cessions majeures de souveraineté, contrairement au projet d'une Europe fédérale. Or, elle ne réclame pas la sortie de l'Italie de l'Union européenne ou de l'euro, déclarant qu'« il y a une gamme infinie de positions possibles entre la décision de sortir de l’Union et la totale soumission aux intérêts français et allemands ». Elle critique une politique ayant mis à mal les économies de plusieurs États membres, et prône la défense de la souveraineté des pays de l'UE sur les plans économique, sécuritaire et migratoire. En raison de ses positions conservatrices et de sa personnalité, elle a été comparée à la femme politique française Marion Maréchal,.
Giorgia Meloni a voté en faveur de l'intervention militaire de 2011 en Libye ; en 2019, elle a toutefois critiqué la justification française de l'intervention, affirmant que c'était à cause de l'opposition de Mouammar Kadhafi, chef d'État nationaliste, au franc CFA.
Elle dénonce également les francs CFA, monnaies qu'elle qualifie de « coloniale[s] ».
Après avoir tenu des propos louangeurs sur la Russie de Vladimir Poutine — déclarant notamment qu'elle « fait partie du système de valeurs européennes, elle défend l’identité chrétienne et combat le fondamentalisme islamique » —, elle soutient la décision du gouvernement Draghi de fournir des armes défensives à l'Ukraine envahie par la Russie et assume, selon Mediapart, « un atlantisme sans nuance »,. Lors de la guerre en Ukraine, elle soutient Kiev, à la différence de Matteo Salvini. Cependant, comme sa sensibilité proaméricaine est associée à un trumpisme, l'Italie de Giorgia Meloni sous la seconde présidence de Donald Trump semble par la suite à certains observateurs être un relai de cette politique en Europe, en opposition à certaines orientations de défense et à la prise de position totalement favorable à l'Ukraine. Sa position est présentée comme difficile, entre son trumpisme, qu'elle tente de modérer au nom d'un conservatisme pragmatique et libéral en affaires européennes, et son atlantisme plutôt pro-ukrainien. Elle déclare de façon assez équivoque et floue que sa ligne est « pour l'Italie, en Europe et pour l'Occident ».
Au début de son mandat, plus partisane d'un libéralisme atlantiste et européen que d'autres personnalités proches de son positionnement, elle tient également en tant que défenseuse de l'Occident des positions plutôt favorables à Israël,, mais, par la suite, du point de vue des conséquences humanitaires, elle adopte une idéologie plus nuancée, intervenant surtout dans le débat public en se faisant critique des opérations militaires de ce pays. En mai 2024, sur le conflit israélo-palestinien, elle déclare vouloir fournir 35 millions d'euros pour aider la population palestinienne. Elle juge par ailleurs « inacceptable » qu'Israël vise les Casques bleus déployés au Liban. Elle appelle à un cessez-le-feu immédiat,,.

### Présidente du Conseil des ministres

#### Nomination

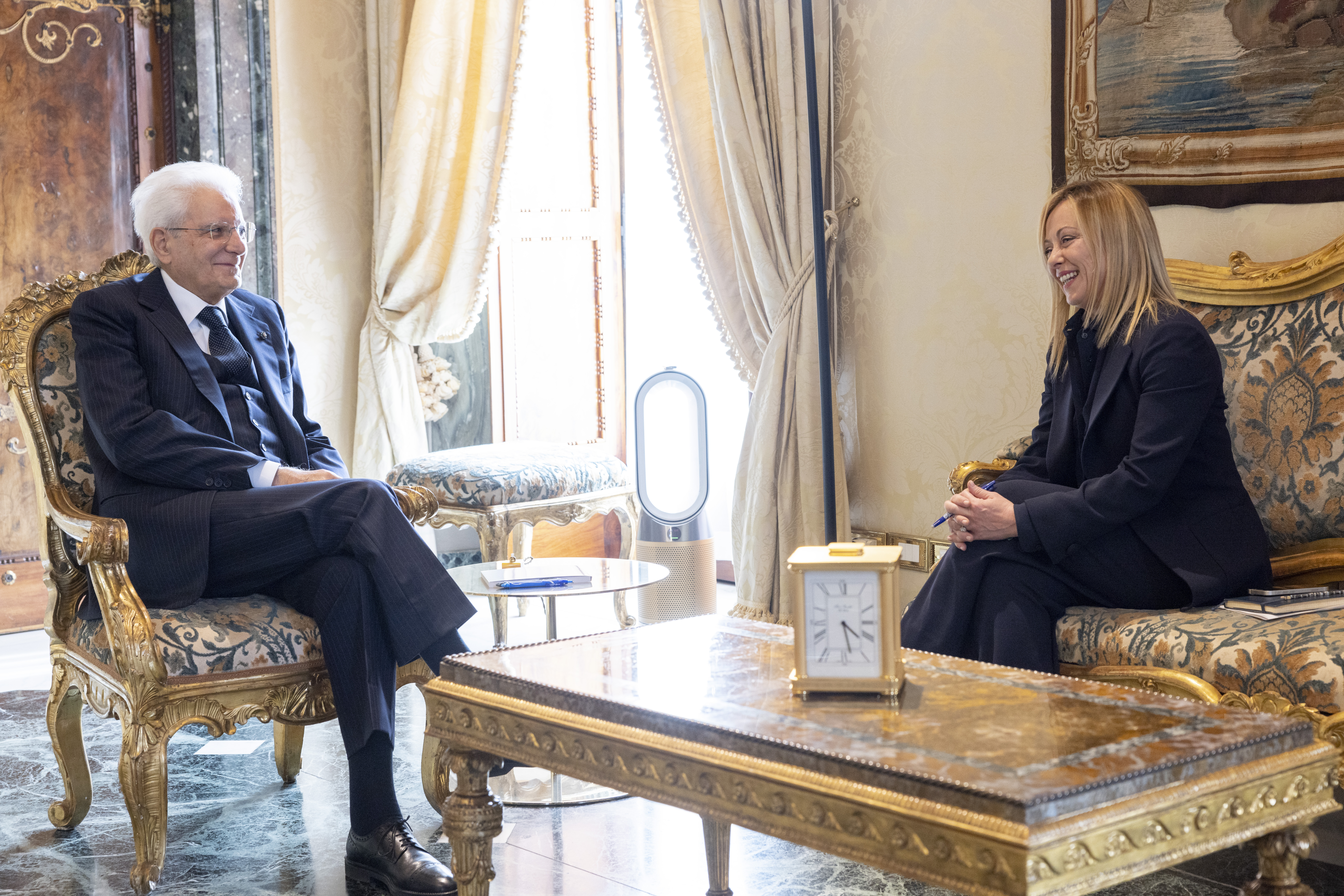
Giorgia Meloni avec le président Sergio Mattarella le 21 octobre 2022.

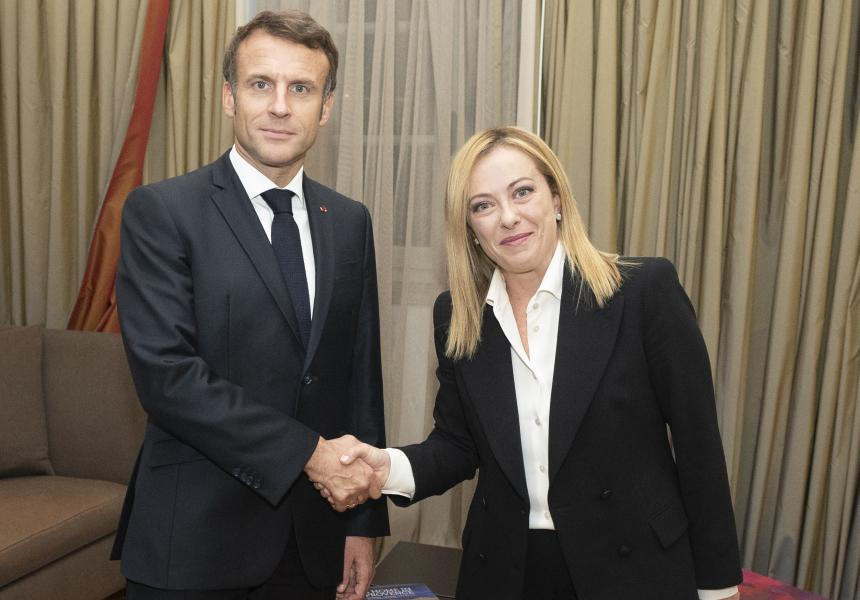
Giorgia Meloni et Emmanuel Macron le 23 octobre 2022, au lendemain de son investiture à la présidence du Conseil.

Le 21 octobre 2022, Giorgia Meloni est chargée de former un gouvernement par le président de la République, Sergio Mattarella. Elle annonce la composition de son futur gouvernement dans la foulée et se voit assermentée avec l'ensemble de ses ministres le lendemain, le 22 octobre, au palais du Quirinal, succédant à Mario Draghi et devenant la première femme à diriger le gouvernement italien,.
Alors que son arrivée au pouvoir inquiète certains pays occidentaux, elle reçoit le 23 octobre à Rome le président de la République française, Emmanuel Macron, qui est le premier chef d'État qu'elle rencontre depuis sa prestation de serment. La rencontre est qualifiée de « franche et exigeante » par le président français.

#### Questions économiques
Apparaissant prudente, elle ne modifie presque pas le budget de son prédécesseur Mario Draghi pour l'année 2023. Elle poursuit la politique d'austérité en place, réduisant notamment les prestations sociales,. Elle réforme également le marché du travail.

#### Politique migratoire
À ses débuts à la tête du gouvernement, Giorgia Meloni est confrontée à une vague migratoire sans précédent. En novembre 2022, conformément à sa promesse de ne pas accueillir les bateaux de naufrage de la Méditerranée, elle s'oppose à l'accostage en Italie de l'Ocean Viking, un navire transportant 230 migrants en provenance d'Afrique. Sur cette question se poursuit ainsi avec la France un conflit diplomatique commencé en 2018, lorsque Matteo Salvini était ministre de l'Intérieur. La France accueille alors le navire et annonce des mesures de rétorsion envers l'Italie, une réaction jugée « agressive, incompréhensible et injustifiée » par Giorgia Meloni,. En mai 2023, le ministre français de l'Intérieur, Gérald Darmanin, déclare qu'elle est « incapable de régler les problèmes migratoires », ce qui provoque une crise diplomatique entre la France et l'Italie.
Si elle prônait la fermeté pendant la campagne électorale de 2022, Giorgia Meloni infléchit rapidement sa position sur l'immigration clandestine et se voit critiquée par une partie de ses soutiens, qui considèrent qu'elle renonçait à trop d'engagements. Elle est notamment contrainte de créer des centaines de places d'accueil pour les migrants. Tout en mettant désormais l'accent sur la lutte contre les passeurs, elle simplifie, dans le même temps, les procédures d'immigration légale et facilite le recours aux travailleurs étrangers face aux pénuries d’emplois,. Son gouvernement annonce être prêt à accueillir plus de travailleurs formés en Tunisie en contrepartie d'une lutte renforcée contre l'immigration clandestine. En 2023, elle affirme que l'Europe et l'Italie ont besoin d'immigration et que seule l'immigration clandestine doit être combattue au profit de l'immigration légale,.
Après six mois d'exercice du pouvoir, le chercheur Lorenzo Castellani qualifie ainsi son positionnement de « techno-souverainisme » à travers le fait de « séparer la rhétorique des actes concrets » sous le poids de « la contrainte extérieure » : « Les craintes et les risques d’une dérive eurosceptique, que l’on craignait pendant la campagne électorale, se sont révélés infondés — il n’y a pas eu d’actions militaires de blocus contre le droit international pour arrêter l’immigration, pas de lois budgétaires imprudentes ou de politiques de dépenses plus controversées que celles des gouvernements précédents ».
Elle donne cependant des gages à son électorat en interdisant dès les premiers jours les « rave parties », en maintenant une forme dure d'emprisonnement à perpétuité ou en imposant aux bateaux d'ONG des règles de sauvetage et de débarquement des migrants sur le sol italien qui freinent leur activité. En novembre 2023, Giorgia Meloni annonce l’ouverture, en territoire albanais, de centres de « gestion des migrants illégaux » placés sous juridiction italienne, issus d'un protocole d'accord entre l'Italie et l'Albanie ; deux structures prévues pourraient prendre en charge 36 000 personnes par an, l'équivalent d'un quart des migrants qui arrivent sur le territoire italien chaque année.
En 2024, elle peut se prévaloir d'une forte baisse de l'entrée de migrants clandestins en Italie. Les statistiques du ministère italien de l’Intérieur montrent une chute de 65 % du nombre d’entrées irrégulières par rapport à 2023 avec 40 138 clandestins arrivés dans le pays au 27 août 2024, contre 113 469 à la même date l’année précédente. Parmi ces clandestins, le nombre de mineurs non-accompagnés est pratiquement divisé par quatre. Ces succès seraient dus à une politique d’accords et de coopérations avec les pays méditerranéens d’où est issue l’immigration illégale. Elle permet également au gouvernement italien de multiplier les rapatriements de clandestins : plus de 9 000 ont eu lieu en 2024 selon Il Giornale, dont au moins 5 000 vers la Libye et près de 4 000 vers la Tunisie. Citée en exemple par ses partenaires européens, elle a accueilli en septembre 2024 son homologue britannique, Keir Starmer, venu pour « s'inspirer des solutions de l'Italie » en la matière.

#### Mesures sociétales
En avril 2023, son gouvernement prend une mesure visant les familles homoparentales. Concernant l'enregistrement à l'état civil des enfants, une circulaire du ministère de l'Intérieur interdit désormais d'inscrire un nom de parent qui ne serait pas le parent biologique de l'enfant. Ainsi, le parent non-biologique perd son autorité parentale. De plus, le parti Frères d'Italie, soutenu par les autres membres de la coalition de centre droit, fait voter une loi le 16 octobre 2024 définissant la gestation pour autrui comme un « crime universel » passible de deux ans de prison et d'un million d'euros d'amende.
En mai 2023, dans une allocution prononcée au Vatican, elle déclare : « Nous voulons une nation où ce ne sera plus un scandale de dire que, quelles que soient les orientations individuelles, nous sommes tous nés d'un homme et d'une femme, où ce n'est pas un tabou de dire que la maternité n'est pas à vendre, que les utérus ne sont pas à louer ».

#### Projet de réforme institutionnelle
Giorgia Meloni présente son projet de « IIIe République ». Celui-ci permettrait l’élection du président du Conseil au suffrage universel, pour un mandat de cinq ans (modifiant l’article 59 de la Constitution). Les élections législatives auraient lieu le même jour, réunissant les deux scrutins. En cas d’adoption de la réforme, la liste liée au chef du gouvernement élu obtiendrait une prime de sièges au Parlement afin qu’elle soit assurée d’obtenir la majorité absolue dans l’hémicycle. Cette réforme ne modifierait pas le rôle du président de la République, élu par le Parlement. Les prérogatives du président du Conseil ne seraient pas modifiées : il ne nommerait pas son gouvernement, ne pourrait pas révoquer ses ministres, rendant les remaniements très difficiles et, en cas de rupture de la majorité, ne pourrait pas dissoudre les chambres,,.
Pour être adoptée, la réforme devra passer deux fois par les deux chambres, avec trois mois d’intervalle entre deux lectures. Si elle n’est pas votée à la majorité des deux tiers les quatre fois, mais seulement à la majorité simple, elle pourra faire l’objet d’un référendum constitutionnel si la demande est faite par au moins 500 000 électeurs inscrits sur les listes électorales, ou au moins un cinquième des membres de l'une des deux chambres, ou au moins cinq des vingt conseils des régions d'Italie.

#### Relations internationales

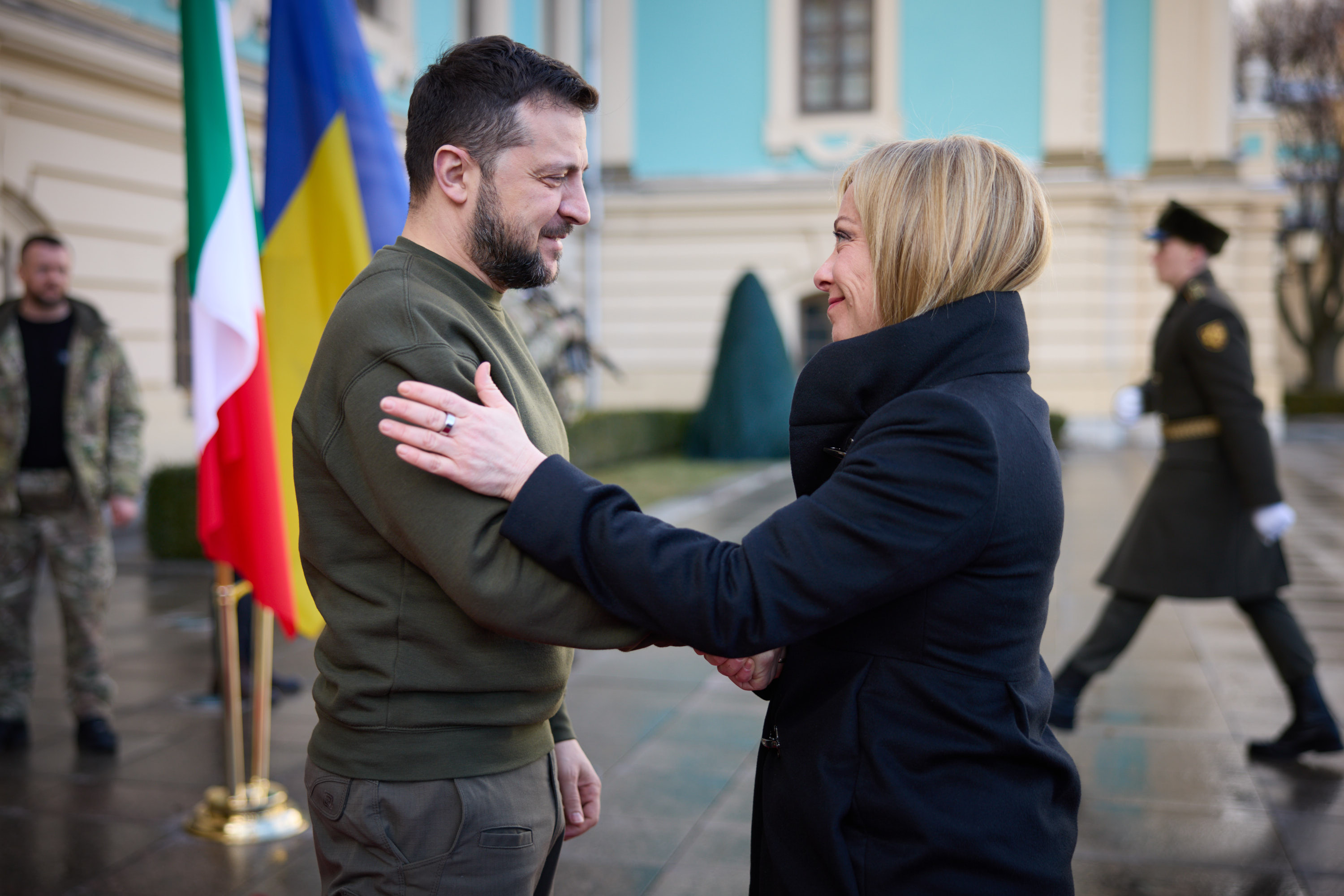
Giorgia Meloni et le président de l'Ukraine, Volodymyr Zelensky, le 21 février 2023 à Kiev.

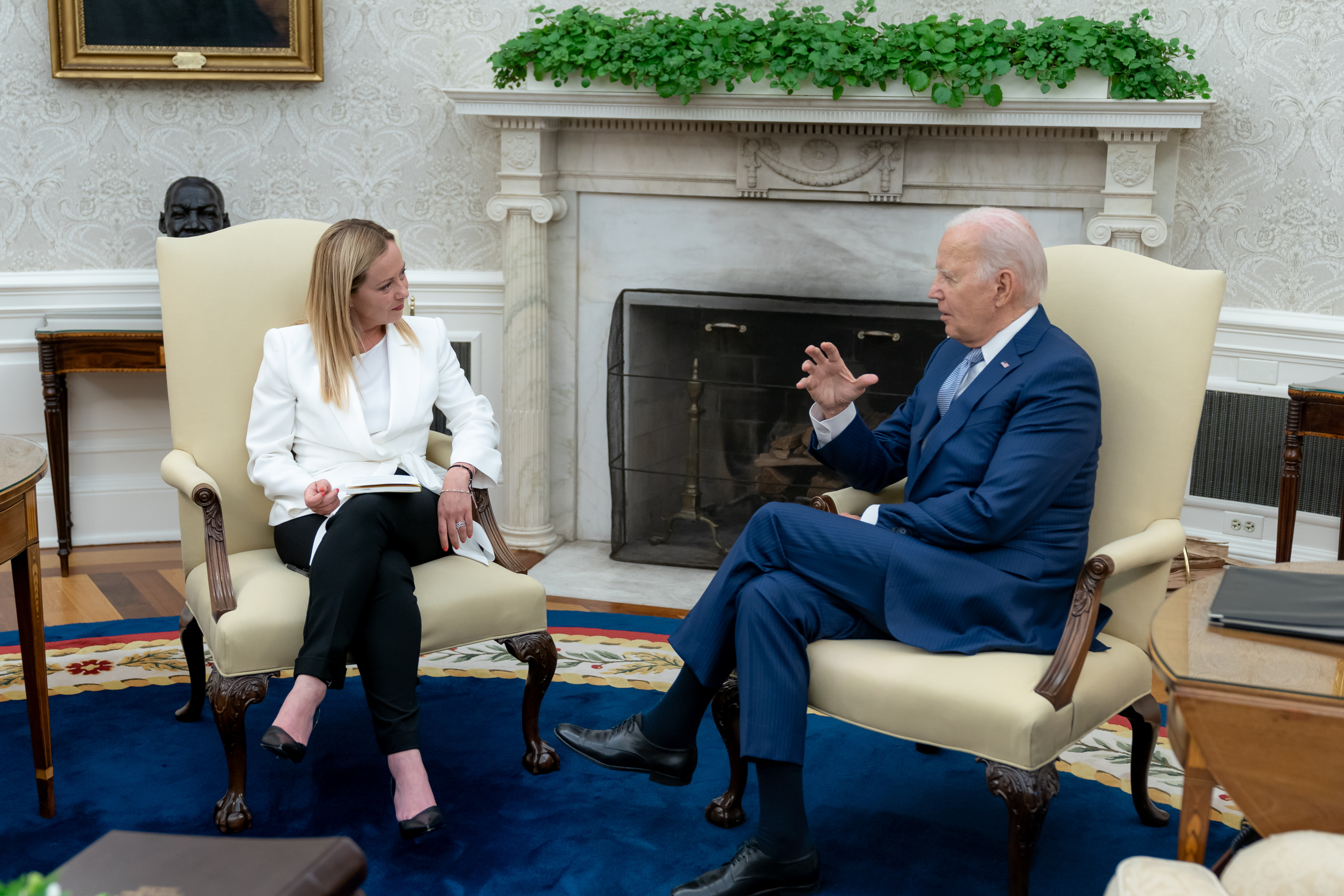
Giorgia Meloni et le président américain Joe Biden, le 27 juillet 2023 à Washington, D.C.

Dès son arrivée au pouvoir, elle charge des personnalités modérées de dialoguer avec l'Union européenne. Le Monde diplomatique analyse qu'elle devient « en quelques mois une partenaire sérieuse et raisonnable » des pays occidentaux, notamment en raison de sa politique d'austérité économique lui permettant d'« obtenir la manne du plan de relance européen (191 milliards d’euros d’ici 2026). » L'essayiste français Alain Minc estime même qu'« il n’y a pas plus militante pour l’Europe et pour l’euro que Giorgia Meloni ».
Se rangeant du côté de l'OTAN, elle maintient un soutien actif à l'Ukraine et réclame des sanctions plus importantes contre la Russie ainsi que des armes plus sophistiquées pour Kiev.
Giorgia Meloni a une posture critique vis-à-vis de la Chine, favorisant davantage les relations entre l'Italie et Taïwan. En 2023, son gouvernement annonce le retrait de l'Italie du projet chinois de la nouvelle route de la soie. 
Aux élections européennes de 2024, les FdI remportent 28 % des voix, confirmant leur statut de parti le plus populaire du pays depuis les élections générales de 2022. Cette victoire renforce la position de Giorgia Meloni tant en Italie qu'en Europe.
Durant son mandat, Giorgia Meloni entretient des relations tendues avec le président français Emmanuel Macron.
Depuis l'élection de Donald Trump en 2024, Giorgia Meloni se positionne comme l'intermédiaire privilégiée entre l'administration américaine et l'Union européenne. Trump la décrit comme une « femme fantastique » et l'invite à son investiture, ce qui fait d'elle la seule dirigeante européenne présente à cet événement. Si leurs affinités idéologiques sont manifestes sur l'immigration, les droits LGBTQ et l'avortement, Meloni doit néanmoins concilier ses convictions politiques avec les intérêts stratégiques de l'Italie au sein de l'UE, notamment face aux menaces de tarifs douaniers américains,.

## Historique électoral

### Synthèse
| Élections    | Année | Circonscription     | Parti | Parti | %     | Issue |
| ------------ | ----- | ------------------- | ----- | ----- | ----- | ----- |
| Législatives | 2006  | Latium-1            |       | AN    | [ c ] | Élue  |
| Législatives | 2008  | Latium-2            |       | PdL   | [ c ] | Élue  |
| Législatives | 2013  | Lombardie-3         |       | FdI   | [ c ] | Élue  |
| Législatives | 2018  | Latium-2 – Latina   | 41,0  | FdI   |       | Élue  |
| Législatives | 2022  | Abruzzes – L'Aquila | 51,5  | FdI   |       | Élue  |

### Détail

#### 2006-2013
Lors des élections législatives de 2006, 2008 et 2013, Giorgia Meloni n'est pas élue sur son nom propre mais dans le cadre d'un système de représentation proportionnelle à liste bloquée.

#### 2018
| Élections législatives de 2018 : Latium-2 – Latina | Élections législatives de 2018 : Latium-2 – Latina | Élections législatives de 2018 : Latium-2 – Latina | Élections législatives de 2018 : Latium-2 – Latina | Élections législatives de 2018 : Latium-2 – Latina |
| Candidat                                           | Coalition                                          | Coalition                                          | Voix                                               | %                                                  |
| -------------------------------------------------- | -------------------------------------------------- | -------------------------------------------------- | -------------------------------------------------- | -------------------------------------------------- |
| Giorgia Meloni                                     |                                                    | Centre droit                                       | 70 268                                             | 41,00                                              |
| Leone Martellucci                                  |                                                    | Mouvement 5 étoiles                                | 62 563                                             | 36,50                                              |
| Federico Fauttilli                                 |                                                    | Centre gauche                                      | 26 293                                             | 15,34                                              |
| Autres                                             | Autres                                             | Autres                                             | 12 269                                             | 7,16                                               |
| Total                                              | Total                                              | Total                                              | 171 393                                            | 100,00                                             |

#### 2022
| Élections législatives de 2022 : Abruzzes – L'Aquila | Élections législatives de 2022 : Abruzzes – L'Aquila | Élections législatives de 2022 : Abruzzes – L'Aquila | Élections législatives de 2022 : Abruzzes – L'Aquila | Élections législatives de 2022 : Abruzzes – L'Aquila |
| Candidat                                             | Coalition                                            | Coalition                                            | Voix                                                 | %                                                    |
| ---------------------------------------------------- | ---------------------------------------------------- | ---------------------------------------------------- | ---------------------------------------------------- | ---------------------------------------------------- |
| Giorgia Meloni                                       |                                                      | Centre droit                                         | 104 823                                              | 51,49                                                |
| Rita Innocenzi                                       |                                                      | Centre gauche                                        | 42 630                                               | 20,94                                                |
| Attilio D'Andrea                                     |                                                      | Mouvement 5 étoiles                                  | 33 132                                               | 16,27                                                |
| Autres                                               | Autres                                               | Autres                                               | 22 998                                               | 11,30                                                |
| Total                                                | Total                                                | Total                                                | 203 583                                              | 100,00                                               |

## Ouvrages

### De Giorgia Meloni
- (it) Io sono Giorgia. Le mie radici, le mie idee, Rizzoli, 2021, 326 p.  (ISBN 978-8817154680).
  - (fr) : Mon itinéraire : autobiographie d'une leader politique conservatrice, Chora, 2022, 350 p.  (ISBN 978-8831414050).

### Sur Giorgia Meloni
- (it) Francesco Giubilei, Giorgia Meloni. La rivoluzione dei conservatori, Giubilei Regnani, 2020, 165 p.  (ISBN 978-8898620821).

## Distinctions et influence
Elle est identifiée par le Time comme faisant partie des vingt personnalités qui « pourraient changer le monde en 2020 ».
En 2021, le média Politico la classe parmi les 28 personnalités européennes les plus puissantes d'Europe, à la troisième place de la catégorie « Disrupteurs ». L'année suivante, le magazine Forbes la classe septième dans sa liste des femmes les plus puissantes du monde, quatrième en 2023, puis troisième en 2024.